# Olena Fedorova
Pour les articles homonymes, voir Fedorova.
Olena Olehivna Fedorova (ukrainien : Олена Олегівна Федорова, née le 14 novembre 1996 à Mykolaïv) est une plongeuse ukrainienne.

## Palmarès
- Championnats du monde
  - Montréal 2005: bronze en tremplin à 3 m synchronisé

- Championnats d'Europe
  - Madrid 2004 : bronze en tremplin à 3 m; bronze en tremplin à 3 m synchronisé
  - Budapest 2006 : bronze en tremplin à 3 m synchronisé
  - Eindhoven 2008 : bronze en tremplin à 3 m; bronze en tremplin à 3 m synchronisé
  - Budapest 2010 : argent en tremplin à 3 m synchronisé
  - Eindhoven 2012 : argent en team event; argent en tremplin à 3 m synchronisé ; bronze en tremplin à 3 m
  - Rostock 2013 : argent en tremplin à 3 m synchronisé
  - Berlino 2014 : bronze en tremplin à 3 m synchronisé
  - Rostock 2015 : bronze en tremplin à 1 m
  - Kiev 2019 : argent en tremplin à 1 m

- Universiade
  - Izmir 2005: argent en tremplin à 1 m
  - Shenzhen 2011: argent en tremplin à 3 m synchronisé